# Jörg Urban
Jörg Urban (nacido el 4 de agosto de 1964) es un político alemán del partido Alternativa para Alemania (AfD) y miembro del Parlamento del Estado Libre de Sajonia desde 2014.
Desde 2017, Urban es el jefe de la fracción de AfD en el Parlamento Regional Sajón (Landtag).
Bajo el liderazgo de Urban, la asociación estatal de AfD en Sajonia evolucionó hacia el supuesto extremismo de derecha y la Oficina Estatal para la Protección de la Constitución clasifica y supervisa a la AfD en Sajonia como un «esfuerzo seguro de extrema derecha» desde 2023.

## Carrera
Urban nació en 1964 en Meißen. Completó tres años de servicio militar voluntario en el Ejército Popular Nacional y estudió ingeniería hidráulica en la Universidad Politécnica de Dresde.
Urban estuvo anteriormente afiliado a Grüne Liga, un movimiento político conservacionista de Alemania del Este. También fue brevemente miembro del Partido Pirata de Alemania.
En 2013, Urban se convirtió en miembro de AfD y se postuló para el ayuntamiento de Dresde. Hasta noviembre de 2014 fue presidente de la asociación distrital de AfD en Dresde. Fue elegido miembro del Landtag de Sajonia en 2014 por lista. En 2017, sucedió a Frauke Petry como líder del partido AfD en el estado de Sajonia y líder del grupo parlamentario de AfD en el Landtag de Sajonia. Después de las elecciones de 2019, la AfD se convirtió en el segundo partido más grande del Landtag sajón y Urban se convirtió en el líder de la oposición.
En marzo de 2023, Urban declaró que aspira a ser el principal candidato para las elecciones estatales de Sajonia de 2024. El presidente federal de AfD, Tino Chrupalla, apoya a Urban.

## Vida privada
Jörg Urban vive en Dresde desde 1986, está casado y tiene tres hijos. Es un cristiano no denominacional.